# Odontolabis castelnaudi
Odontolabis castelnaudi là một loài bọ cánh cứng trong họ Lucanidae